# Healey (Wielki Manchester)
Healey – dzielnica miasta Rochdale, w Anglii, w hrabstwie Wielki Manchester, w dystrykcie Rochdale. Leży 2,7 km od centrum miasta Rochdale, 18 km od miasta Manchester i 275 km od Londynu. W 2011 roku dzielnica liczyła 10 411 mieszkańców.